# República de españoles en la Nueva España
La república de españoles fue, junto a la república de indios, una de las dos formas de organización sociopolítica en Nueva España. Esta forma de organizar a los españoles no fue tan ordenada como la República de Indios en lo legislativo. Además, estaban subordinados a las leyes de Castilla.
En este tipo de organización estaban los españoles y los criollos. La existencia fue más implícita que expresa. Sólo se hace expresa cuando tiene que normar sus relaciones con los indios. Las ciudades y villas fueron habitadas por españoles y sus habitantes fueron conocidos como “vecinos” o cabezas de familia “española”.
Se consideraban como españoles, no solo a los criollos, sino que también a aquellos que tuvieran una proporción reducida de sangre de indígenas y también a los mestizos de unión legítima. Solo aquellos que no fueran indios, mestizos negros o de casta podían aplicar para convertirse en ser miembros del cabildo.
Para los españoles lo más importante era obtener poder y prestigio. Una manera de obtener prestigio para los criollos fue a través de los cabildos. Otra forma era a través de la posesión “y ejercicio de profesiones honrosas, como la clerecía y los grados académicos”. Aunque los cargos de verdadera importancia política, únicamente los podían obtener los de la península, por ejemplo, el cargo de virrey. “Muchos de los hombres ricos en el virreinato tenían la ilusión de regresar a España y ser reconocidos en su patria como nobles”, por lo que compraban cargos públicos y eran precavidos de no caer en desgracia y ser destituidos.
Un título de nobleza castellana del siglo XVII es el del título de castilla, que contaba con mayorazgos, que “significaba vincular cierta cantidad de pertenencias inmuebles a una línea patrimonial; con ello se aseguraba la continuidad de los bienes en una familia”.
El tribunal de la Inquisición también jugó un papel importante, pues juzgaba a los reos fuera de la iglesia y evaluaba la gravedad de las faltas cometidas y los condenaba de ser necesario.